# Gamma Tauri
Gamma Tauri (Tauri, viết tắt Gamma Tau, γ Tau) là một ngôi sao đơn độc, nhị phân hoặc đôi (Danh mục sao đôi Washington ghi chú là "Double Dubious" hoặc "Bogus Binary" ) đánh dấu đỉnh của chữ "V" trong chòm sao Kim Ngưu. là một thành viên của, và nằm trong khoảng 2,5 phân tích trung tâm của cụm sao Hyades, cụm sao mở gần nhất với Mặt trời. Dựa trên các phép đo thị sai, Gamma Tauri cách Mặt trời khoảng 154 năm ánh sáng.
Coi là một cặp sao, hai thành phần được thiết kế Gamma Tauri A (tên chính thức là Prima Hyadum /ˌpraɪmə ˈhaɪədəm/, tên truyền thống cho hệ thống)  và B.

## Danh pháp
Tauri (được Latinh hóa thành Gamma Tauri) là tên gọi của hệ thống. Tên gọi của hai thành phần tiềm năng này là Gamma Tauri A và B xuất phát từ quy ước được sử dụng bởi Danh mục Đa quốc gia Washington (WMC) cho nhiều hệ sao và được Liên minh Thiên văn Quốc tế (IAU) thông qua.
Gamma Tauri mang tên truyền thống Hyadum I, là tiếng Latin của "First Hyad". Vào năm 2016, IAU đã tổ chức một Nhóm làm việc về Tên sao (WGSN)  để lập danh mục và chuẩn hóa tên riêng cho các ngôi sao. WGSN quyết định gán tên thích hợp cho từng ngôi sao thay vì toàn bộ nhiều hệ thống sao. Nó đã phê duyệt tên Prima Hyadum cho thành phần Gamma Tauri A vào ngày 5 tháng 9 năm 2017 và hiện tại nó đã được đưa vào Danh sách Tên Sao được IAU phê duyệt.
Trong tiếng Trung, 畢宿  (Bì Xiù), có nghĩa Net, đề cập đến một khoảnh sao gồm Gamma Tauri, Epsilon Tauri, Delta³ Tauri, Delta¹ Tauri, Alpha Tauri (Aldebaran), 71 Tauri và Lambda Tauri. Do đó, tên tiếng Trung của Tauri là 畢宿四  (Bì Xiù sì), "Ngôi sao thứ tư của Net".

## Tính chất
Gamma Tauri trình bày dưới dạng một ngôi sao khổng lồ G8 hoặc K0  với cường độ rõ ràng là +3,65. Ngôi sao này đã trải qua giai đoạn trình tự chính bây giờ là một khối khổng lồ màu đỏ, có nghĩa là nó đang sử dụng phản ứng tổng hợp hạt nhân của helium ở lõi để cung cấp năng lượng. Ước tính tuổi cho Gamma Tauri nằm trong khoảng từ 430   triệu  đến 530   triệu năm  Để so sánh, tuổi của cụm Hyades là khoảng 625 triệu năm với biên độ sai số là 50 triệu năm.
Đường kính góc của ngôi sao này đã được đo bằng cách sử dụng mảng CHARA với độ chính xác 2%. Sau khi sửa lỗi cho màu tối Limb, điều này làm cho bán kính của sao bằng 13,4 lần bán kính của Mặt trời. Ngôi sao đang tỏa sáng gấp khoảng 85 lần độ sáng của Mặt trời  và có khối lượng gấp 2,7 lần khối lượng Mặt trời. Với kích thước lớn và tốc độ quay dự kiến thấp là 4 km s−1, mất khoảng 253 ngày để hoàn thành một vòng quay.